# Jean de La Péruse
Jean Bastier de La Péruse (1529-1554) fue un poeta y dramaturgo francés.
Nació en la población de la que tomó el nombre. Estudió en París, en el colegio de Boncourt y asistió a las clases de Marc-Antoine Muret y de George Buchanan. Según afirma Étienne Pasquier, interpretó un papel en la Cleopatra cautiva de Étienne Jodelle (1553).
Compuso una versión de Medea, inspirada en Séneca y Eurípides.
La temática de sus poemas son el amor y la inmortalidad literaria.

## Publicaciones
- La Medea, tragedia y otras diversas poesías (1555). Texto en línea
- Las Obras de J. de La Péruse con algunas otras poesías diversas de Cl. Binet (1573)
- Diversas poesías del difunto J. de La Péruse (1613)